# Antrocephalus longicornis
Antrocephalus longicornis är en stekelart som först beskrevs av Girault 1915.  Antrocephalus longicornis ingår i släktet Antrocephalus och familjen bredlårsteklar. Inga underarter finns listade i Catalogue of Life.